# Сорелл і син (фільм, 1927)
Сорелл і син (англ. Sorrell and Son) — англійська драма режисера Герберта Бренона 1927 року.

## Сюжет
Стівен Соррел — відставний військовий. Його дружина пішла після народження дитини, і йому довелося виховувати сина одному, а так як його вигнали з вигідної роботи, йому приходиться заробляти чорноробочим на навчання сину. Але одного разу, коли вже все почало налагоджуватися і грошей стало вистачати, дружина з'явилася на порозі їх будинку, щоб знову повернутися в життя їхнього сина …

## У ролях
- Х.Б. Ворнер — Стівен Соррел
- Анна Нільссон — Дора Соррел
- Мікі МакБан — Кіт Соррел, як дитина
- Кармел Майерс — Фло Палфрі
- Лайонел Белмор — Джон Палфрі
- Норман Тревор — містер Роланд
- Бетсі Енн Хайс — Моллі
- Луїс Волхайм — Бак
- Пол МакАллістер — доктор Річард Оранж
- Еліс Джойс — Фенні Гарланд
- Нільс Астер — Кіт Соррел
- Мері Нолан — Моллі Роланд